# 중상 및 비방 금지법
틀:日本の法令 '중상 및 비방 금지법' (讒謗律, 원어 발음은 '잔보우리츠', 메이지 8년인 1875년 6월 28일 태정관 포고 제 110호)는 메이지 초기 일본에서 명예 훼손에 대한 처벌을 규정 한 태정관 포고이다.

## 연혁
- 메이지 8년 (1875년)에 성립.
- 메이지 13년 (1880년)에 구 형법( 형법 개정 (메이지 13년 7월 17일 태정관 포고 제 36호) ) 제정에 따라 소멸했다.

## 내용
전체 여덟 개 조로 이루어지며, 제 1조에서 아래와 같이 쓰여진 것처럼 사실을 적시하는지 아닌가에 상관없이 저작물을 통해 타인의 명예를 훼손하는 것에 대한 처벌을 규정한 것이다.
(1조 내용에 대한 대강의 현대 일본어 번역으로부터)
사실 여부에 관계없이 타인의 명예를 훼손하는 행위를 폭로하고 널리 알리는 것을 중상 및 명예 훼손 행위로 본다. 타인의 행위를 언급하지 않고 타인에게 악명을 억지로 붙여서 널리 알리는 것을 비방이라 한다. 문서 또는 그림을 보여주거나 팔거나 붙이거나 하여 타인을 중상 및 명예 훼손하거나 비방하는 것은 이하의 조문에 의해 처벌한다.
또한 제2, 3, 4, 5조에서 각각 천황과 황족, 관료 및 그 이하에 대한 중상, 명예 훼손, 비방에 대한 처벌을 정하고 있으며, 정해진 벌의 경중 또한 그와 같은 순서에 따른다.

## 제정의 배경
중상 및 비방 금지법이 공포 된 당시는 자유민권운동이 활발한 시기였으며, 8일 전에 공포된 신문지 조례와 함께, 신문, 풍자화 등에 의해 관료 등 당시의 위정자를 비판하는 것을 막기 위해 공포했다는 견해가 다수를 차지한다.
중상 및 비방 금지법에 반대한 도쿄 새벽 신문(東京曙新聞)의 기자인 쓰에히로 텟쵸(末広鉄腸)는 법령 포고를 비난하는 투서를 게재하였고, 스스로 포고에 대한 반론의 변을 게재했지만, 이 포고문에 의하여 재판에 회부되어 2개월의 금고형에 처해졌다. 이 포고에 따른 체포는 1875년말까지 7명, 1876년에는 40명에 이른다.
또한, 명예훼손이라는 죄는 현재의 형법에서도 정해져있다.